# Подземный трактор
Подземный трактор — тип промышленного трактора, предназначенный для работы в шахтах и при строительстве тоннелей. Специфика применения таких тракторов обусловливает ограниченные размеры и другие конструктивные особенности.

## Особенности конструкции
Основным требованием к конструкции и компоновке подземных тракторов, продиктованным спецификой работ в условиях горных разработок, является максимальное уменьшение вертикальных размеров, вследствие чего они, помимо других особенностей, в большинстве случаев не имеют кабины. Кроме того, такие тракторы не должны выбрасывать выхлопные газы в окружающую среду.